# Eotuberitina
Eotuberitina es un género de foraminífero bentónico de la familia Tuberitinidae, de la superfamilia Parathuramminoidea, del suborden Fusulinina y del orden Fusulinida. Su especie tipo es Eotuberitina reitlingerae. Su rango cronoestratigráfico abarca desde el Eifeliense (Devónico medio) hasta el Pennsylvaniense inferior (Carbonífero inferior).

## Discusión
Clasificaciones más recientes incluirían Eotuberitina en el suborden Parathuramminina, del orden Parathuramminida, de la subclase Afusulinina y de la clase Fusulinata.

## Clasificación
Eotuberitina incluye a las siguientes especies:
- Eotuberitina antiqua †
- Eotuberitina bulla †
- Eotuberitina cornuta †
- Eotuberitina ferganensis †
- Eotuberitina firmata †
- Eotuberitina fornicata †
- Eotuberitina humile †
- Eotuberitina mikhailovi †
- Eotuberitina moles †
- Eotuberitina praecipia †
- Eotuberitina reitlingerae †
  - Eotuberitina reitlingerae piriformis †
- Eotuberitina sokolovi †
- Eotuberitina sphaera †